# 32599 Pedromachado
32599 Pedromachado è un asteroide della fascia principale. Scoperto nel 2001, presenta un'orbita caratterizzata da un semiasse maggiore pari a 2,757173 UA e da un'eccentricità di 0,082449, inclinata di 1,821524° rispetto all'eclittica. Ha un diametro di 2,769 km.